# Royal National Theatre
Il Royal National Theatre è un teatro, di Londra. Viene generalmente chiamato National Theatre o, gergalmente, The National. È ubicato nella zona di South Bank nel quartiere di Lambeth, immediatamente ad est del limite sud del Waterloo Bridge. Il teatro venne progettato dall'architetto Sir Denys Lasdun e le sale in esso contenute aprirono, una alla volta, fra il 1976 ed il 1977. Dal 1963 fino alla sua apertura, la compagnia del teatro si esibì all'Old Vic.
Dal 1988 il teatro è stato denominato Royal National Theatre, ma il nome completo viene usato raramente. Il repertorio rappresentato è molto variegato e va da Shakespeare ai classici del teatro internazionale, incluso il teatro contemporaneo.

## Origini
Nel 1847, un critico dallo pseudonimo di Dramaticus pubblicò un pamphlet descrivendo il precario stato in cui versava il teatro britannico. Produzioni degne di questo nome erano messe in scena soltanto dai teatri più importanti e le nuove opere erano soggette al controllo censorio del Lord Chamberlain's Office. Allo stesso tempo vi era un germogliare di compagnie teatrali che rappresentavano spettacoli di bassa qualità basati sul melodramma e l'argomento burlesco. I critici stigmatizzavano il fatto che il teatro britannico si stava incamminando verso il commercialismo e lo star system. Vi era altresì una domanda di buon teatro e negli anni seguenti, sempre più spesso, venne proposta da diversi ambienti la costituzione di un Teatro nazionale. La richiesta continuò con nuovi appelli, a cadenza decennale, in particolare nel 1879 quando la Comédie-Française si insediò al Gaiety Theatre, ed il The Times presentò l'evento come "la più alta aristocrazia del teatro". Le principali richieste si andarono unificando in una domanda di creazione di un teatro nazionale che mirasse alla continua riproposizione delle opere di Shakespeare e la costituzione di una Compagnia che rappresentasse il meglio della recitazione britannica.
Alcuni passi avanti vennero fatti con l'apertura dello Shakespeare Memorial Theatre a Stratford upon Avon il 23 aprile 1879, con la New Shakespeare Company e quando Herbert Beerbohm Tree fondò la Royal Academy of Dramatic Art al His Majesty's Theatre nel 1904. Le due guerre mondiali non consentirono di mettere a punto un progetto organico e soltanto nel 1948, il London County Council propose un terreno vicino alla Royal Festival Hall per la costruzione di un Teatro Nazionale offrendo il supporto finanziario per la realizzazione con il "National Theatre Act", che venne approvato dal Parlamento nel 1949.
Dieci anni dopo la posa della prima pietra fatta nel 1951, il Governo dichiarò che la nazione non poteva permettersi la costituzione di un Teatro Nazionale. Andò avanti una lunga discussione fra il Governo ed il London County Council fino a quando si arrivò ad una decisione nel luglio del 1962. Vennero costituiti due organismi che parallelamente si dovevano interessare della costruzione di un teatro e della compagnia. In attesa della costruzione di un nuovo teatro, la compagnia si installò al teatro Old Vic ed inaugurò la sua attività il 22 ottobre 1963 con Amleto. La compagnia rimase all'Old Vic fino al 1976, quando fu pronto il nuovo teatro realizzato a South Bank.

## Le sale
L'edificio del National Theatre è costituito da tre sale:
- L'Olivier Theatre (nome del suo primo direttore artistico, Laurence Olivier), è la sala più grande ed è stata modellata sulla base del teatro greco di Epidauro. Essa ha una capienza di 1 160 posti disposti come in un teatro greco.
- Il Lyttelton Theatre (dal nome di Oliver Lyttelton, primo presidente del National Theatre) con una capienza di 890 persone.
- Il Cottesloe Theatre (dal nome di Lord Cottesloe, presidente del South Bank Theatre Board) capace di 400 spettatori.

## Direttori artistici
- Sir Laurence Olivier (1963–1973)
- Sir Peter Hall (1973–1988)
- Sir Richard Eyre (1988–1997)
- Sir Trevor Nunn (1997–2003)
- Sir Nicholas Hytner (2003–2015)
- Sir Rufus Norris (2015–2025)
- Indhu Rubasingham (2025–in carica)